# Хронология донных отложений

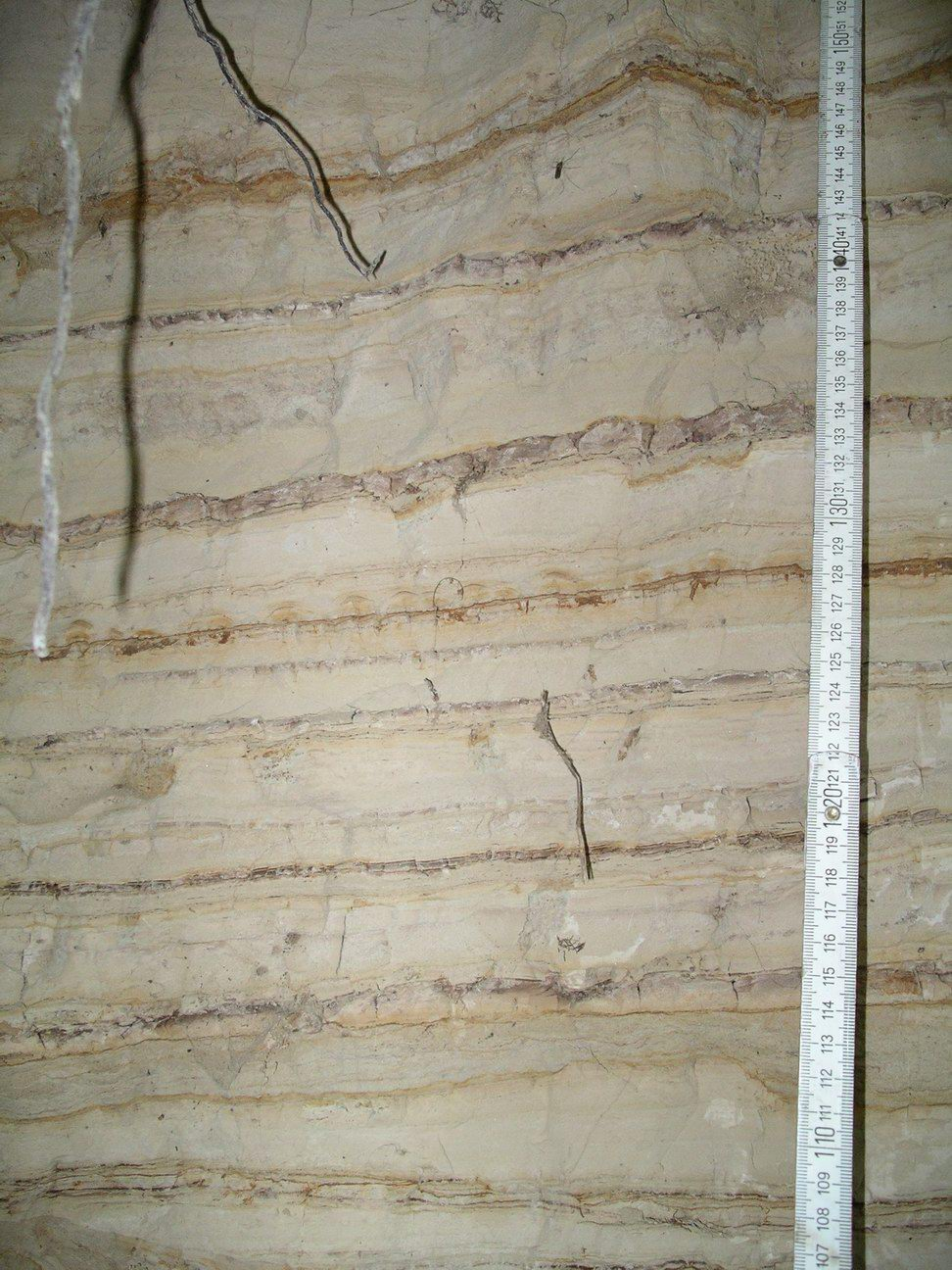
Обнажение ленточных глин в районе города Эберсвальде, Германия. Накопление мощных светлых слоёв происходило в «летний» период, тонких тёмных — в «зимний».

Хронология донных отложений (варвохронологический метод, метод де Геера, хронология слоёв ила) — метод определения возраста отложений, основанный на подсчёте слоёв донных осадочных отложений озёр, морей или рек, известных как ленточные глины и им подобные осадки. Условием применения метода является наличие сезонной слоистости осадочной толщи, когда в течение года формируются пара слоёв, различающихся обычно механическим составом и окраской, подобно годичным кольцам деревьев. Выделение таких пар — так называемых варвов (англ. varv) — и их подсчёт позволяет определить продолжительность накопление осадков и их относительный возраст. Выявление корреляции между толщинами слоёв полученных в разных разрезах позволяет устанавливать соответствие между возрастом слоистых осадков в пределах региона. Абсолютный возраст слоистых донных отложений, как правило, определяется с помощью альтернативных методов датирования. Варвохронология является уникальным инструментом, позволяющим устанавливать возраст событий, происходивших десятки тысяч лет назад, с разрешением в один год.

## История изучения

### Ранние исследования
Отложения с циклически повторяющимися слоями были хорошо известны в Швеции. Термин швед. Hvarfig lera, соответствующий русскому ленточные глины, впервые появляется на геологических картах уже в 1862 году. Впоследствии, благодаря работам Герхарда да Геера, это шведское слово стало использоваться во многих языках для обозначения слоистых донных отложений. Гипотеза о сезонном характере смены слоёв в ленточных глинах, по очевидной аналогии  с годичными кольцами деревьев, до Де Геера выдвигалась американским геологом Эдвардом Хичкоком и швейцарцем Альбертом Геймом. 
Де Геер впервые высказал гипотезу, согласно которой ленточные глины демонстрируют сезонные изменения в характере осадконакопления и каждая пара слоёв соответствует одному году в 1882 году. В 1884 году он публикует работу, в которой приводит данные полученные для трёх разрезов, содержащих 16 годичных слоёв, и демонстрирует принципиальную возможность сопоставления последовательностей слоёв, полученных в разных разрезах. Тогда же он постулирует возможность создания на базе подобных сопоставлений непрерывной геохронологической шкалы, но его первоначальная оценка масштабов этой работы предполагала труд нескольких поколений геологов.
В 1889 году Хёгбом указал на различия в содержании карбонатов кальция и магния в «зимних» и «летних» слоях, которые он связал с сезонными изменениями геохимии Балтийского моря.

### Шведская геохронологическая шкала
В 1904 году де Геер обнаружил последовательность ленточных слоёв, поразительно похожую на те, которые он описывал двадцатью годами ранее, хотя расстояние между разрезами составляло 3 километра. Ленточные глины, которые описывал де Геер, были сформированы в условиях приледникового водоёма, существовавшего в период деградации последнего оледенения во впадине Балтийского моря и прилегающих территориях. Проведя серию измерений, де Геер убедился, что при движении с юга на север вслед за предполагаемым отступлением фронта ледника он терял шаг за шагом слои из основания в остальном идентичных разрезов, всего 12 слоёв на 4 километра. Это позволило утверждать что, фронт ледника в исследуемом районе отступил на 4 километра за 12 лет. В 1905 году де Геер организует масштабное исследование с привлечением студентов Уппсальского и Стокгольмского университетов, в ходе которого был построен профиль слоёв ленточных глин на дистанции 500 километров от Стокгольма до Емтланда, который охватывал 1073 года. Изучение ленточных глин позволило точно установить скорость дегляциации на всей территории центральной Швеции, но не давало абсолютных оценок возраста событий. В качестве «нулевого года» был принят слой в основании разреза на территории астрономической обсерватории Стокгольма. Первую попытку дать абсолютную оценку возраста приледниковых ленточных глин де Геер предпринял в 1909 году, исследуя отложения спущенного в 1796 году озера Рогунда. Накопление осадков в озере происходило в условиях резких сезонных колебаний состава осаждаемого материала благодаря горно-ледниковому питанию. Уже к 1911 году стало ясно, что первоначальные сведения содержат ошибку (накопление ленточных слоёв в озере завершилось задолго до его спуска), но это исследование доказало принципиальную возможность установить непрерывную последовательность между ленточными глинами приледниковых водоёмов и аналогичным осадками, накопление которых происходило в озёрах и речных долинах в послеледниковый период. Привязка шведской геохронологической шкалы к абсолютной хронологии была выполнена в 1913 году многолетним ассистентом де Геера Рагнаром Лиденом при изучении постгляциальных слоистых отложений в долине реки Онгерманэльвен.

### Рост и падение популярности варвохронологических исследований
После доклада де Геера на X Международном геологическом конгрессе в Стокгольме в 1910 году исследования ленточных глин начинают проводиться в различных регионах мира. Выдающиеся результаты были получены Матти Саурамо, который в работах 1918 и 1923 года построил геохронологическую шкалу, аналогичную шведской, для южной Финляндии (от побережья Финского залива до Йювяскюля, включая все три гряды Салпаусселькя). Кроме того, им были проведены литологические исследования ленточных глин, на основании которых были сделаны выводы о глубине и солёности приледникового водоёма.
После изучения отложений в долине реки Далэльвен в 1915 году, где им были обнаружены идентичные последовательности слоёв на расстоянии более 85 километров, де Геер становится значительно менее консервативен в подходе к сопоставлению удалённых друг от друга разрезов. Исходя из глобального характера климатических колебаний, которые определили параметры годичных слоёв, он предполагает, что выявление идентичных последовательностей позволяет синхронизировать между собой различные хронологические шкалы независимо от расстояния между ними. С этого момента он ставит своей целью поиск «телекорреляций» (отдалённых корреляций), которые позволят построить единую глобальную геохронологическую шкалу на основе выявления корреляции между последовательностями донных отложений. Начиная с 1920 года он сам или его сотрудники предприняли ряд экспедиций с целью изучения донных отложений в различных регионах мира: де Геер, Линден и Эрнст Антевс в Северной Америка (1920), Эрик Норин в Гималаи (1924—1925), Эрик Нильсон в Южной Африке (1926—1928) и Карл Кальдениус в Патагонии (1925—1929) и Новой Зеландии (1932—1934). Результаты этих исследований Де Геер обобщил в большой итоговой работе Geochronologia Suecica, Principles (1940) изданной им незадолго до смерти.
В 1938 Эрик Фромм впервые проводит измерения содержания различных видов диатомовых водорослей и пыльцы деревьев в каждом из ленточных слоёв, что позволяет установить абсолютные датировки изменений солёности в Балтийском море и распространения различных пород деревьев соответственно.
Концепция «телекорреляций» подвергалась критике и не была принята научным сообществом. Вскоре после издания «Geochronologia Suecica, Principles» благодаря работам Кальдениуса стала очевидна необходимость ревизии Шведской геохронологической шкалы. Эти обстоятельства отчасти способствовало снижению доверия к методам варвохронологии в целом на протяжении нескольких последующих десятилетий. Открытие метода Радиоуглеродного датирования в 1949 году дало альтернативный инструмент получения абсолютных датировок. Интерес к исследованиям донных отложений упал, а фокус исследований сместился от исследований хронологии дегляцииации к хронологии отдельных континентальных озёр.

### Современное состояние
Начиная с 1970-х годов интерес к хронологии донных отложений возрождается. Это произошло благодаря совершенствованию технических средств и инструментов анализа. Кроме того, для оценки современного антропогенного воздействия на окружающую среду потребовались данные о естественных изменениях параметров среды в прошлом, которые не могла дать короткая история инструментальных наблюдений. Начиная с 1980-х годов, когда стала очевидно, что абсолютные оценки, полученные с помощью радиоуглеродного метода, нуждаются в калибровке, возрождается интерес к использованию донных отложений для создания геохронологических шкал (часто в комбинации с другими методами). Кроме того, в позднеледниковых отложениях недостаточно или отсутствует материал для радиоуглеродного анализа. В 1970-е—1980-е годы производится несколько ревизий Шведской геохронологической шкалы, с помощью альтернативных методов датирования оценивается погрешность абсолютных датировок и вероятные временные интервалы, в которых следует искать недостающие последовательности слоёв.
В 1987 году благодаря кернам из эстуария Онгерманэльвен получены новые результаты, позволившие установить непосредственную связь между отложениями приледниковых водоёмов и современными слоистыми отложениями и повысить точность и достоверность оценок абсолютного возраста шведской геохронологической шкалы.

## Генезис донных отложений с сезонной слоистостью

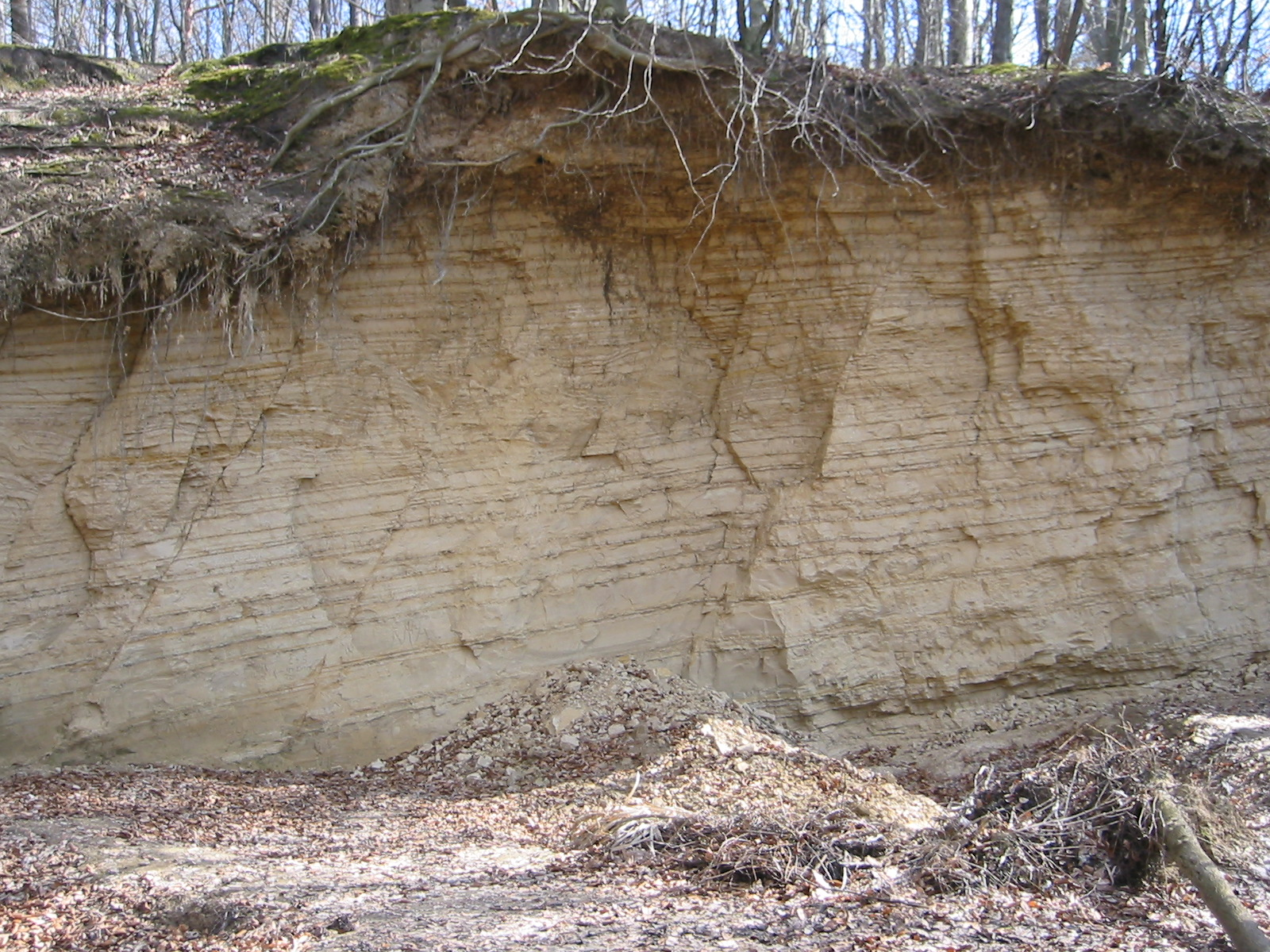
Обнажение ленточных глин в районе города Эберсвальде, Германия

В зависимости от процесса, доминирующего при формировании сезонной слоистости, выделяют следующие типы донных отложений:
- механогенные или «классические» слоистые осадки — ленточные глины;
- осадки с биогенной слоистостью;
- осадки с хемогенной слоистостью.

### Ленточные глины
Сезонная слоистость отложений определяется прежде всего различием в механическом составе грубозернистых «летних» и тонкозернистых «зимних» слоёв; иногда, в качестве дополнительного фактора, выступает окраска «зимних» слоёв органическим материалом. Обычно формируются в арктических или альпийских регионах, где отсутствие или бедность растительного покрова способствует интенсивному механическому выветриванию. В периоды интенсивного таяния ледников или снежного покрова весной и летом происходит осаждение грубозернистого материала с образованием светлоокрашенного слоя. Зимой, с одной стороны, сокращается или прекращается поступление крупнозернистого материала, а с другой, за счёт снижения интенсивности движения воды в замёрзшем водоёме происходит осаждение тонкозернистого материала ранее присутствовавшего в виде взвеси. Типичны для внутриледниковых и приледниковых водоёмов (озёр или морских бассейнов).
Ту же природу имеют отложения устьевых частей некоторых рек. Распространены, например, в северной Швеции, где благодаря быстрому изостатическому поднятию земной коры отложения эстуариев оказывались на суше, подверглись эрозии в процессе дальнейшей врезки речной долины, что сделало их доступными для изучения.

### Осадки с биогенной слоистостью
Отложения, у которых сезонная слоистость определяется сменой доминирующих типов органических осадков, отражающих жизненный цикл биотопа водоёма. В течение весны — начала лета активно размножаются диатомовые водоросли, затем в конце летнего периода зелёные и сине-зелёные водоросли, в некоторых случаях годичную последовательность замыкает повторный расцвет диатомовых, отличный по видовому составу от весеннего. В осенне-зимний период происходит осаждение тёмно-окрашенных органогенных детритов, образованных разлагающимися водорослями, и минералогенных детритов, образованных продуктами выветривания, поступление которых активизируется зимним максимумом осадков. В весенне-летний период происходит формирование светло-окрашенных слоёв за счёт осаждения диатомей и, в некоторых случаях, кальцита. Диатомеи сохраняются благодаря покровам из нерастворимого диоксида кремния. Карбонат кальция поступает в водоём в растворённом виде с продуктами химического выветривания карбонатных горных пород. Осаждение кальцита происходит отчасти за счёт повышения концентрации при испарении в летний период, но главным образом за счёт повышения Ph водоёма при изъятии растворённой углекислоты в результате активного размножения фитопланктона. Распространены в регионах с гумидным климатом, где превалирует химическое выветривание.

### Осадки с хемогенной слоистостью
Отложения у которых сезонная слоистость определяется осаждением растворённых минералов (Кальцита, Арагонита, Гипса, Галита) при повышении солёности и кислотности водоёмов за счёт интенсивного испарения в «летний» период (светлый слой) и поступления смеси менералогенных и органогенных детритов в период поступления в водоём большого количества водных потоков в менее засушливый «зимний» период (тёмный слой). Распространены в регионах с аридным и семиаридным климатом.

### Сохраняемость осадков с сезонной слоистостью
Несмотря на то, что условия для формирования отложений с сезонной слоистостью имеют широкое распространение, пригодные для исследований последовательности встречаются сравнительно редко, поскольку существует ряд факторов препятствующих сохранению формирующихся слоистых отложений:
- активность бентосных организмов, перемешивающих донные осадки;
- повторное взвешивание отложенных частиц за счёт движений воды, вызванных ветром или температурными градиентами в её толще;
- придонные течения, препятствующие отложению материала или эродирующие ранее накопленные толщи.

Сохранению донных отложений с сезонной слоистостью благоприятствует небольшая площадь поверхности озера в сочетании с большой глубиной, а также возникающие за счёт разложения органического материала в придонных слоях бескислородные условия, не позволяющими развиваться бентосу.

### Возраст осадков с сезонной слоистостью
Условия для формирования осадков с сезонной слоистостью возникали в предшествующие геологические эпохи. Например, в Бразилии обнаружены характерные хорошо сохранившиеся последовательности приледниковых слоистых отложений соответствующих пермскому ледниковому периоду, в Австралии — докембрийские осадки, возраст которых оценивается в 650 миллионов лет.
В зависимости от возраста слоистые донные отложения можно разделить на:
- современные отложения, накопление которых продолжается в настоящее время для которых абсолютный возраст может быть установлен непосредственно варвохронологическими методами;
- отложения четвертичного периода, накопление которых прекратилось, для таких отложений оценка абсолютного возраста требует применения косвенных методов;
- отложения более древних геологических эпох, которые не могут быть использованы для создания геохронологических шкал.

## Методы варвохронологических исследований

### Выделение и подсчёт пар годичных слоёв
Характер осадков не всегда позволяет достоверно оценить количество слоёв:
- годичные слои слишком тонкие или недостаточно контрастно окрашенные;
- годичные слои, напротив, слишком мощные и несколько событий внутри одного сезона (например, поступление большого количества осаждаемого материала с ливнями) могут быть ошибочно интерпретированы как несколько годичных слоёв;
- накопление толщи слоистых осадков могло перемежаться периодами, когда по тем или иным причинам, накопление осадков прерывалось или уже накопленная толща осадков подвергалась эрозии, таким образом часть последовательности может быть утрачена.

В случаях, когда слои недостаточно контрастно окрашены или слишком тонкие, для точного определения их количества привлекают микроседиментологические и микропалеонтологические методы исследований.

### Определение абсолютного возраста последовательностей
По своей природе донные отложения с сезонной слоистостью являются естественной хронологической шкалой с разрешением в один год. Но такая шкала является относительной, установление абсолютного возраста отложений часто бывает проблематичным. Исключение составляют отложения накопление которых прекратилось в точно установленное время или продолжается по сей день.
Абсолютный возраст слоистых осадков может быть определён непосредственно: при наличии пригодного органического материала — радиоуглеродным методом, для бедных органикой отложений приледниковых водоёмов привлекают методы Оптического датирования.
Но гораздо чаще, особенно для классических ленточных глин, задача определения абсолютного возраста сводится к сопоставлению конкретных слоёв исследуемой последовательностью со слоями других последовательностей, для которых установлен абсолютный возраст. Исторически такие сопоставления выполнялись на основании установления корреляции между относительной мощностью сезонных слоёв в исследуемых последовательностях. При сопоставлении удалённых друг от друга разрезов этот метод не считается вполне надёжным и дополняется альтернативными методами, сводящимися к поиску в исследуемых последовательностях следов руководящих событий. В качестве таких событий могут выступать катастрофические спуски подпрудных приледниковых озёр, сопровождающихся формированием «летноего» слоя аномальной мощности и литологического состава. Примером такого события может служить спуск Балтийского ледникового озера, позволивший установить соответствие между шведской геохронологической шкалой и аналогичной шкалой, построенной для позднеледниковых ленточных глин Финляндии. Руководящими событиями могут служить землетрясения, которые могут быть точно датированы благодаря нарушениям слоёв, накопленных до землетрясения или извержения вулканов, которые вызывают обогащения отдельных сезонных слоёв тефрой. Важнейшие результаты, позволившие пересмотреть абсолютные оценки возраста шведской хронологической шкалы были получены при применении методов магнитостратиграфии к ленточным глинам бассейна Онежского озера.
Возможность верификации данных хронологии донных отложений с помощью перечисленных независимых методов значительно повысил надёжность получаемых оценок способствовали дальнейшей популяризации таких исследований в последние десятилетия.

## Результаты
Слоистые донные отложения могут быть использованы для определения возраста таких событий, как землетрясения, извержения вулканов и цунами, динамики деградации ледникового покрова. Например, установлен факт крупного землетрясения на территории Швеции осенью 10430 лет назад. магнитуда, оцененная по затуханию его следов в ленточных глинах на территории 320×100 км, составила более 8 баллов по шкале Рихтера. Методы варвохронологии позволяют датировать время и продолжительность формирования Озов и конечно-моренных гряд, а также скорости изостатического поднятия территорий на коротких отрезках времени. В частности, для центральной Швеции около 10 тыс.лет назад были получены уникальные оценки скорости поднятия 40 см/год.
Кроме того, являясь естественной дискретной шкалой, слоистые донные отложения позволяют количественно оценивать изменения природных условий в период их накопления: литологический состав и мощность слоёв позволяет судить об изменениях климата, пыльцевые зёрна и скелеты диатомовых водорослей обнаруженные в донных отложениях — об изменениях растительного покрова и солёности водоёма соответственно. По частоте нарушений, вызванных землетрясениями можно оценить изменение сейсмической активности в период накопления осадочной толщи, аналогично может быть оценена частота проявлений вулканизма.
Донные слои озера Ван в Турции достигают 14570-летней давности. Для региона Айфель по донным отложениям установлена хронология последних 23000 лет (Меерферльдский маар, de:Meerfelder Maar, Хольцмаар, de:Holzmaar), для озёр Японии — за 45000, а для Большого озера Монтиккьо на de:Monte Vulture в Южной Италии — за 76000 лет.

## Комментарии
1. ↑  в большинстве русскоязычных источников представлена более узкая трактовка понятия, ограничивающая метод анализом отложений исключительно приледниковых водоёмов, что обусловлено историческими причинами[1], в зарубежной литературе «хронология донных отложений» и «варвохронология» трактуются как синонимы с 1980-х годов[2]
2. ↑  кроме случаев, когда накопление слоистых осадков прекратилось в точно известное время или продолжается по сей день
3. ↑  Первоначальная оценка неоднократно подверглась ревизиям, первую из которых выполнил сам Лиден в 1938, затем Ингмаром Като в 1985 и 1987 годах[6][7]
4. ↑  Последний остался в Америке и продолжал исследования самостоятельно, став классиком варвохронологических исследований на Североамериканском континенте. Примечательно, что в работах 1931, 1935 и 1954 Антевс жёстко критикует концепцию «телекорреляций»[10]
5. ↑  в данном случае речь идёт о «варвохронологических» годах (англ. varv year BP), которые, подобно оценкам возраста полученных радиоуглеродным методом принято отсчитывать от 1950 года, см. До настоящего времени